# マーチングバンド (曲)
「マーチングバンド」は、ASIAN KUNG-FU GENERATIONの16枚目のシングル。2011年11月30日にKi/oon Recordsから発売された。

## 概要
「迷子犬と雨のビート」以来約1年半ぶりのシングル。「ワールドアパート」以来約5年ぶりのCMソングとなった。ジャケットには、雪原に佇む軍楽隊員のドラムメジャーの上にリスが乗っているイラストが描かれている。

## 収録曲
（全作詞：後藤正文、編曲：ASIAN KUNG-FU GENERATION）
1. マーチングバンド [5:20]
作曲：後藤正文
ベネッセの通信教育、進研ゼミ高校講座CMソング用に書き下ろした[1]。
2か月後にリリースされたベストアルバム『BEST HIT AKG』に収録されたため、7th Album『ランドマーク』には未収録となった。シングル曲がオリジナルアルバム未収録となるのはこれが初めてである。
バンドとしてのテレビ出演は少ないが、本楽曲は2回テレビでパフォーマンスされている。
2012年のホールツアー以降、ライブでは編成にかかわらず若干のアレンジが加えられて演奏されることが多い。
2. N2 [3:07]
作曲：後藤正文
「NO NUKES」の頭文字をとった。福島第一原子力発電所事故における日本政府の対応を皮肉っている。
カップリング曲でありながら7th Album『ランドマーク」に収録された。
3. オールドスクール [3:03]
作曲：山田貴洋

## 収録アルバム
- BEST HIT AKG (#1)
- ランドマーク (#2)
- フィードバックファイル2 (#3)